# Бахтигареево (Ишмухаметовский сельсовет)
Бахтигаре́ево (баш. Бәхтегәрәй); также неофициально Мансу́рово (баш. Манһыр) — деревня в Ишмухаметовском сельсовете Баймакского района Республики Башкортостан России.

## География
Расположена на левом берегу реки Большой Уртазымки, напротив впадения в неё притока Шурале, в южной части хребта Ирендык, на Южном Урале.
Находится в 16 км к северу от центра сельсовета села Ишмухаметова, в 13 км к юго-востоку от районного центра  города Баймака, в 23 км к юго-западу от города Сибая и в 295 км к юго-востоку от столицы республики города Уфы. 

## Население
| 2002 | 2009 | 2010 |
| ---- | ---- | ---- |
| 0    | →0   | ↗5   |

## Религия
В деревне есть мечеть имени Мужавир хазрата.

## Известные люди

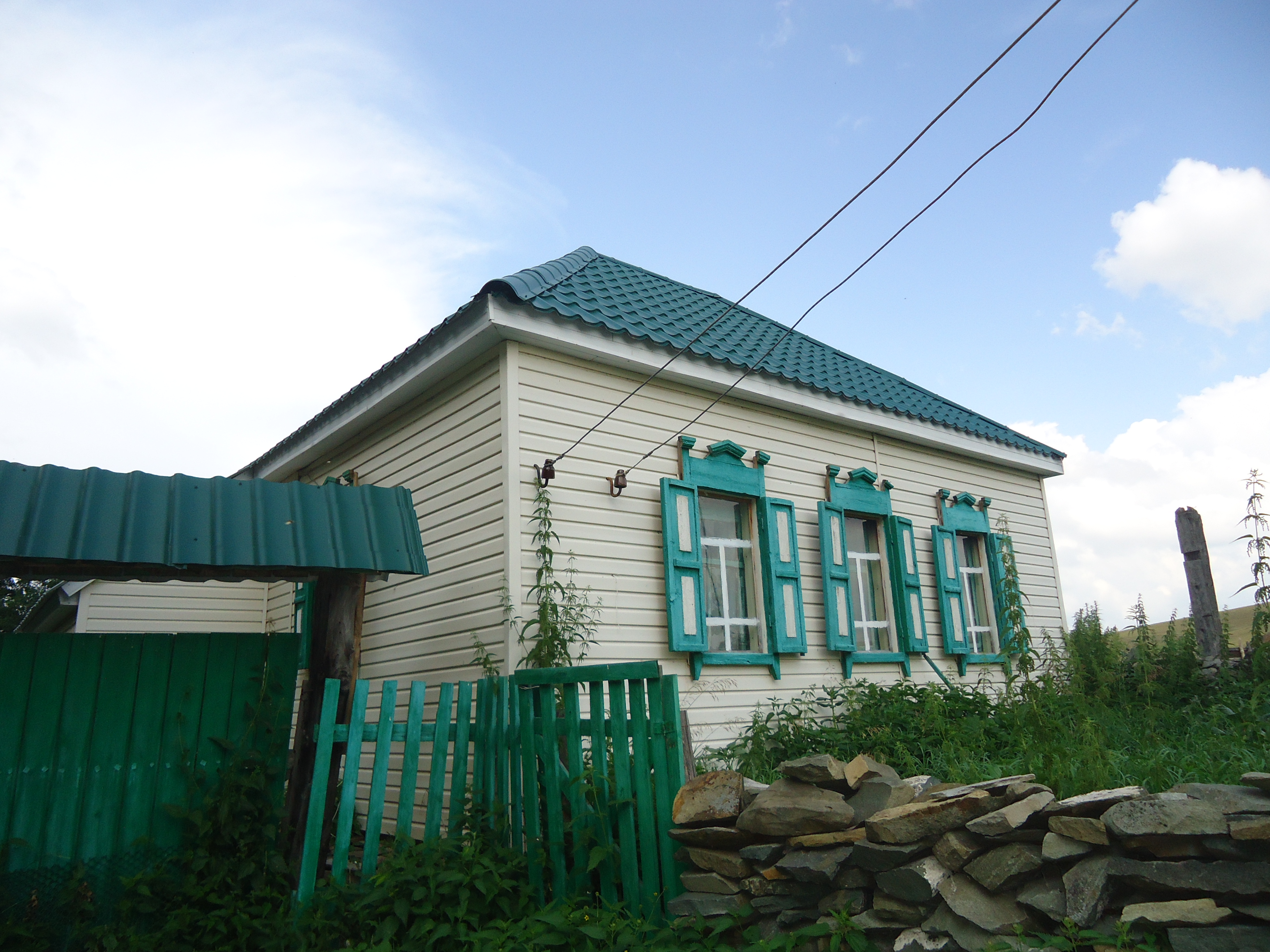
Деревня Бахтигареево. Дом Мужавир-хазрата

В деревне родился и вырос Мужавир Сиражетдинов, известный в народе как Мужавир-хазрет — башкирский религиозный деятель 1-й половины XX века.